# New Skin for the Old Ceremony
New Skin for the Old Ceremony četvrti je album kanadskog pjevača Leonarda Cohena objavljen 1974. Cohen je tijekom jednog koncerta naglasio da je lik opjevan u pjesmi  "Chelsea Hotel #2" Janis Joplin. Kasnije se ispričavao zato što je to napravio. Postoji i inačica pjesme "Chelsea Hotel #1", ali je snimljena samo uživo. Naziv je pjesma dobila po hotelu Chelsea, poznatom hotelu u New Yorku. 
Omot ploče u SAD-u je smatran previše izazovnim tako da je zamijenjen s Cohenovom slikom. 

## Popis pjesama
Sve pjesme je napisao Leonard Cohen ako nije drugačije naznačeno.
1. "Is This What You Wanted" - 4:13
2. "Chelsea Hotel No. 2" (Cohen, Ron Cornelius) - 3:06
3. "Lover, Lover, Lover" - 3:19
4. "Field Commander Cohen" - 3:59
5. "Why Don't You Try" - 3:50
6. "There Is a War" - 2:59
7. "A Singer Must Die" - 3:17
8. "I Tried to Leave You" - 2:40
9. "Who by Fire" - 2:33
10. "Take This Longing" - 4:06
11. "Leaving Green Sleeves" (Cohen, trad.) - 2:38